# 의림대로
의림대로(Uirim-daero)는 충청북도 제천시 영천동 제천역과 송학면 도화리 제천시청소년수련원을 잇는 충청북도의 도로이다. 제천시 시가지를 남북으로 잇는 핵심도로이다.

## 주요 경유지
충청북도
- 제천시 (영천동 · 화산동 · 명동 · 중앙로1가 · 중앙로2가 · 의림동 · 중앙로2가 · 청전동 · 모산동 · 고암동 · 모산동 · 신월동)

## 노선
| 이름                  | 접속 노선                               | 소재지 | 소재지              | 비고 |
| --------------------- | --------------------------------------- | ------ | ------------------- | ---- |
| 제천역                |                                         | 제천시 | 영서동              |      |
| 역전 교차로           | 국가지원지방도 제82호선 (내토로) 내제로 | 제천시 | 서:영서동 동:화산동 |      |
| 화산 교차로           | 용두천로                                | 제천시 | 서:중앙동 동:화산동 |      |
| 명동 교차로           | 의병대로                                | 제천시 | 중앙동              |      |
| NH농협은행 제천시지부 | 풍양로                                  | 제천시 | 중앙동              |      |
| 제천시민회관          | 독순로                                  | 제천시 | 중앙동              |      |
| 중앙 교차로           | 명륜로                                  | 제천시 | 중앙동              |      |
| 청전 교차로           | 청전대로                                | 제천시 | 청전동              |      |
| 소방서앞 교차로       | 신죽하로                                | 제천시 | 의림지동            |      |
| 모산동                | 제천북로                                | 제천시 | 의림지동            |      |
| 의림지                | 의림지로                                | 제천시 | 의림지동            |      |
| 세명대입구 교차로     | 도화로 세명로                           | 제천시 | 의림지동            |      |
| 제천시청소년수련원    | 명암로                                  | 제천시 | 송학면              |      |

## 주요 건물 및 시설
- 제천역 (충청북도 제천시 의림대로 1)
- 제천중앙동우체국 (충청북도 제천시 의림대로 122)
- 제천시민회관 (충청북도 제천시 의림대로 125)
- 유안타증권 제천사옥 (충청북도 제천시 의림대로 167)
- 롯데슈퍼 청전점 (충청북도 제천시 의림대로 201)
- 청전동행정복지센터 (충청북도 제천시 의림대로 241)
- 제천시보건복지센터 (충청북도 제천시 의림대로 242)
- 제천성지병원 (충청북도 제천시 의림대로 284)
- 제천시청소년수련원 (충청북도 제천시 송학면 의림대로 730)